# To Be
Singles de Ayumi Hamasaki
Love Destiny
(1999) Boys & Girls
(1999)
 (février 2023).
Si vous disposez d'ouvrages ou d'articles de référence ou si vous connaissez des sites web de qualité traitant du thème abordé ici, merci de compléter l'article en donnant les références utiles à sa vérifiabilité et en les liant à la section « Notes et références ».
To Be (écrit en capitales : TO BE) est le 8e single de Ayumi Hamasaki sorti sous le label Avex Trax, ou son 9e single au total en comptant Nothing from Nothing.

## Présentation
Le single sort le 12 mai 1999 au Japon sous le label Avex Trax, produit par Max Matsuura ; c'est le dernier single de la chanteuse à sortir au format "mini-CD" de 8 cm (ancienne norme des singles au Japon). Il ne sort qu'un mois après le précédent single de la chanteuse : Love ~Destiny~. Il atteint la 4e place du classement de l'Oricon. Il se vend à 109 860 exemplaires la première semaine, et reste classé pendant 15 semaines, pour un total de 324 500 exemplaires vendus durant cette période. Comme les sept autres premiers singles de la chanteuse pour avex, il sera réédité le 28 février 2001 au format "maxi-single" de 12 cm avec des remixes supplémentaires.  
La chanson-titre, composée par Dai Nagao alias D･A･I, a été utilisée comme thème musical pour une campagne publicitaire pour la marque JT Peach Water. Elle figurera sur l'album Loveppears d'octobre 1999, puis sur les compilation A Best de 2001, A Ballads de 2003, et A Complete: All Singles de 2008. Elle figurera aussi dans des versions remixées sur quatre albums de remix : Super Eurobeat presents ayu-ro mix, Ayu-mi-x II version Non-Stop Mega Mix, et Ayu-mi-x II version Acoustic Orchestra de 2000, et Ayu-mi-x 4 + selection Acoustic Orchestra Version de 2002. Elle sera réenregistrée en 2008 à l'occasion des dix ans de carrière de la chanteuse chez avex pour figurer sur le single Green/Days sous le titre To Be (10th Anniversary Version).

## Liste des titres
Toutes les paroles sont écrites par Ayumi Hamasaki, toute la musique est composée par D・A・I.
| 1. | To Be (TO BE)                          | 5:19 |
| 2. | To Be (Dub's cool wind remix) (TO BE…) | 5:57 |
| 3. | To Be (Instrumental) (TO BE…)          | 5:17 |

## Réédition
Singles de Ayumi Hamasaki
Evolution
(2001) Never Ever
(2001)
To Be (écrit en capitales : TO BE) est la réédition au format maxi-single en 2001 du huitième single de Ayumi Hamasaki sorti sous le label Avex Trax en 1999.
Comme les sept autres premiers singles de la chanteuse pour avex, le single original était sorti initialement au format "mini-CD" de 8 cm (ancienne norme des singles au Japon), le 12 mai 1999. Il est réédité le 28 février 2001 au format "maxi-single" de 12 cm (nouvelle norme au Japon), avec une pochette différente rose et quatre titres en supplément : une version remixée de appears, et trois remix de Fly High. Cette édition atteint la 26e place de l'Oricon et reste classée pendant trois semaines. C'est donc le dernier single de la chanteuse à être réédité de cette manière, ses singles suivants étant directement sortis au format "maxi-single" de 12 cm après mai 1999.
Toute la musique est composée par D・A・I, sauf titre N°3 par Kazuhito Kikuchi.
| 1. | To Be (TO BE)                                                      | 5:19 |
| 2. | To Be "Dub's cool wind remix" (TO BE…)                             | 5:57 |
| 3. | Appears "HW Tokyo Hard House mix" (appears…)                       | 5:38 |
| 4. | Fly High "Sharp Boys U.K vocal mix" (… "SHARP BOYS U.K VOCAL MIX") | 4:06 |
| 5. | Fly High "Supreme mix" (Fly high…)                                 | 6:25 |
| 6. | Fly High "Sample Madness remix" (Fly high "SAMPLE MADNESS REMIX")  | 5:06 |
| 7. | To Be "Instrumental" (TO BE…)                                      | 5:17 |

## Interprétations à la télévision
- CDTV (8 mai 1999)
- Utaban (13 mai 1999)
- Music Station (14 mai 1999)
- Pop Jam (22 mai 1999)
- Music Station (28 mai 1999)
- Hey! Hey! Hey! Music Champ (21 juin 1999)